# No Name (groupe)
NO NAME est un groupe féminin de J-pop créé en 2012, produit par Yasushi Akimoto, composé de neuf idoles japonaises.

## Présentation
NO NAME est en fait un sous-groupe du groupe AKB48 dont six de ses membres font partie en parallèle, les trois autres venant des groupes affiliés SKE48 et NMB48. Il est spécifiquement créé pour interpréter les chansons des génériques de la série anime AKB0048, dont les héroïnes sont doublées par les neuf membres du groupe,. Ces chansons sortent en single le 1er août 2012 sur le label Star Child de la maison de disques King Records, single qui se classe n°3 des ventes à l'oricon. Le groupe interprète ensuite les génériques de la série suivante AKB0048 Next Stage, qui sortent le 10 avril 2013 sur un single qui se classe n°2.

## Membres
- Mayu Watanabe (de AKB48, team A) - Sono Chieri
- Sayaka Nakaya (de AKB48, team K) - Aida Orine
- Amina Satō (de AKB48, team K) - Ichijo Yuuka
- Haruka Ishida (de AKB48, team B) - Shinonome Kanata
- Kumi Yagami (de SKE48, team S) - Shinonome Sonata
- Sumire Satō (de AKB48, team A) - Mimori Kishida
- Sawako Hata (de SKE48, team KII) - Kanzaki Suzuko (Linda)
- Mao Mita (de NMB48, team M) - Yokomizuo Makoto
- Karen Iwata (de AKB48, team A) - Motomiya Nagisa